# Uho
Uho je organ sluha, pri sesalcih pa je odgovoren tudi za ravnotežje. Uho sesalcev se ponavadi razdeli na tri dele – zunanje uho, srednje uho in notranje uho. Zunanje uho predstavljata uhelj in sluhovod. Ker je edini vidni del ušesa pri večini živali, se izraz uho pogosto nanaša le na ta del. Srednje uho vključuje bobnično votlino in tri ušesne koščice. Notranje uho se nahaja v kostnem labirintu in vsebuje strukture, ki so ključne za več čutil: polkrožni kanali omogočajo ravnotežje in sledenje oči med gibanjem, utrikulus in sakulus sta odgovorna za ravnotežje med mirovanjem, kohlea pa omogoča sluh. Različne živali imajo ušesa na različnih delih telesa. Ušesa vretenčarjev se nahajajo na obeh straneh glave nekoliko simetrično, kar predstavlja pomoč pri določanju lokalizacije zvoka.
Uho nastane iz prve faringealne vreče in šestih majhnih hribčkov, ki se razvijejo v zgodnjem zarodku v otične plakode, in izhajajo iz ektoderma.
Na uho lahko vplivajo različne bolezni, vključno z okužbo in travmatično poškodbo. Bolezni ušesa lahko privedejo do izgube sluha, tinitusa (šumenje v ušesih) in ravnotežnih motenj, kot je vertigo (vrtoglavica), lahko pa na to vplivajo tudi poškodbe možganov in živčnih poti, ki potekajo iz ušesa.
Ušesa se krasijo z uhani in drugim nakitom že tisoče let v številnih kulturah. Podvržena so tudi raznim kirurškim in kozmetičnim spremembam.

## Struktura
Človeško uho sestavljajo trije deli – zunanje uho, srednje uho in notranje uho. Sluhovod zunanjega ušesa je ločen od z zrakom napolnjene bobnične votline v srednjem ušesu z bobničem. Srednje uho vsebuje tri majhne koščice, ki sodelujejo pri prenosu zvoka, preko ušesne troblje oziroma Evstahijeve cevi pa je povezano tudi z grlom na nivoju nazofarinksa. V notranjem ušesu so otolitski organi (utrikulus, sakulus in polkrožni organi), ki predstavljajo ravnotežni sistem, in kohlea, ki predstavlja slušni sistem.

### Zunanje uho
Zunanje uho predstavlja zunanji del ušesa. Vključuje vidni uhelj (imenovan tudi aurikula), sluhovod in zunanjo plast bobniča (imenovanega tudi timpanična membrana).
Uhelj je sestavljen iz ukrivljenega zunanjega roba, ki se imenuje helix, in ukrivljenega notranjega roba, ki se imenuje antihelix in se odpira v sluhovod. Tragus je štrleči del, ki delno zapira sluhovod, prav tako tudi nasprotni del antitragus. Votli del pred sluhovodom se imenuje konha. Sluhovod je dolg približno 2,5 cm. Prvi del je obkrožen s hrustancem, notranji del blizu bobniča pa s kostjo. Ta kostni del se imenuje tudi auditorna bula in jo tvori timpanični del temporalne kosti. Koža, ki obdaja sluhovod, vsebuje ceruminozne žleze in lojnice, ki proizvajajo zaščitni ušesni vosek. Sluhovod se konča na zunanji površini bobniča.
Z zunanjim ušesom sta povezani dve skupini mišic, notranje in zunanje. Pri nekaterih sesalcih lahko vplivajo na smer, kamor je obrnjen uhelj. Pri ljudeh te mišice nimajo učinka ali pa ga imajo zelo malo. Številni sesalci lahko uhlje premikajo in s tem osredotočijo svoje poslušanje na določeno smer, podobno kot lahko obračajo oči. Ljudje smo to lastnost večinoma izgubili. Ušesne mišice oživčuje facialni (obrazni živec), ki oživčuje tudi kožo uhlja in sluhovod. Veliki aurikularni živec, aurikularni živec, aurikulotemporalni živec ter veliki in majhni okcipitalni živci iz cervikalnega plekususa oživčujejo preostale predele zunanjega ušesa in okolice.
Uhelj je sestavljen iz elastičnega hrustanca z zapleteno obliko na notranji površini in precej gladko in nezapleteno obliko na zadnji strani. Včasih je prisoten tuberkul, imenovan tudi Darwinov tuberkul, ki leži v spodnjem delu helixa in ustreza ušesni konici sesalcev. Uhelj vsebuje tudi areolo in maščobno tkivo. Vloga uhlja je zbiranje zvočnega valovanja. Simetrična razporeditev ušes omogoča lociranje zvoka. Možgani to dosežejo s primerjavo časov prihoda in intenzivnosti zvoka v vsakem ušesu preko poti, ki vodijo v zgornji olivarni kompleks in preko trapezoidnih teles, ki so povezana z obema ušesoma.
Iz uhlja vstopa zvočno valovanje v sluhovod, ki deluje kot resonator in ojačuje zvok s frekvencami v območju med 3 kHz in 12 kHz.

### Srednje uho
Srednje uho se nahaja med zunanjim in notranjim ušesom. Sestavljeno je iz bobnične votline, ki je napolnjena z zrakom in vsebuje tri slušne koščice vključno z njihovimi pritrdilnimi vezmi, Evstahijeve cevi ter okroglega in ovalnega okenca. Slušne koščice so tri majhne kosti, ki sprejmejo, ojačajo in prenesejo zvok iz bobniča v notranje uho. To so malleus (kladivce), incus (nakovalce) in stapes (stremence). Stapes je najmanjša kost v telesu. Srednje uho je povezano z zgornjim delom grla na nivoju nazofarinksa preko Evstahijeve cevi, ki se odpira na žrelu.
Slušne koščice posredujejo zvok iz zunanjega ušesa v notranjega. Malleus sprejme vibracije zvočnega tlaka na bobniču preko svojega najdaljšega dela (ročaja), ki je pritrjen z vezjo. Vibracije se prenesejo na incus, ki jih nadalje prenese na stapes. Široka podlaga stapesa leži na ovalnem okencu. Vibracije se s stapesa prenesejo preko ovalnega okenca, to pa sproži premikanje tekočine znotraj kohlee.
Okroglo okence omogoča gibanje tekočine znotraj notranjega ušesa. Ko stapes potisne sekundarno timpanično membrano, se tekočina v notranjem ušesu premakne in potisne membrano okroglega okenca za ustrezno količino v srednje uho. Koščice ojačajo zvočne valove za skoraj 15-20-krat.

### Notranje uho
Notranje uho pa sestavljajo organ za ravnotežje, polž in slušni živec.

## Kako zaznamo zvok?
Ko zvočne zgoščine ali razredčine zanihajo bobnič, se valovanje prenese na slušne koščice (kladivce, nakovalce, stremence) in prek teh do polža. V polžu so številne slušne čutnice z mnogimi dlačnicami, ki se s pomočjo pretakanja tekočine v polžu vzdražijo. Te dražljaji se prenesejo na čutilna živčna vlakna in potujejo po VIII. možganskem živcu (nervus vestibulocochlearis) do središča za sluh v možganih.

## Uho rib
Pri ribah so ušesa pomembna zaradi ocene položaja telesa in gibanja. V posebnih votlinicah imajo ribe majhne kamenčke, imenovane ooliti, katerih gibanje ribam omogoča, da čutijo pospešek in presojajo svojo lego glede na težnost.

## Poškodbe in bolezni ušes
Nastanejo lahko sledeče poškodbe ali bolezni:
- Ušesni čep: zaradi izločanja ušesnega masla (cerumna) v sluhovodu se maslo strdi. Ker maslo draži bobnič, lahko pride do občasne naglušnosti ali omotice. Maslo zdravniki odstranijo z izpiranjem sluhovoda ali s posebnimi inštrumenti. Včasih je potrebno nekajdnevno dajanje parafinskega olja v uho, da zmehča čep.
- Vnetja: vnetni procesi se pogosto po Eustahijevi cevi prenesejo iz žrela v srednje uho in povzročajo vnetja v srednjem ušesu. Pogosto se pojavlja pri otrocih in je zelo boleče. Če je povzročitelj bakterija, ga zdravijo s sistemskimi antibiotiki.
- Poškodbe bobniča: Poškodbe bobniča povzročajo npr. udarci v glavo, zelo glasni poki, kričanje, glasna glasba, promet, slaba prekrvljenost.
- Naglušnost: je okvara v zaznavanju zvoka, lahko nastopi s starostjo, ker stik med stremencem in membrano poapni, lahko pa je že prirojena. Hrup negativno vpliva na živčni sistem, lahko pride do neugodnega počutja, in pomanjkanja koncentracije. Hrup med 90-120 decibelov povzroči začasno naglušnost.
- Oglušelost: nastane, če si dolgo izpostavljen hrupu, 85 decibelov je dovoljena jakost zvoka. Oglušeli ljudje pri tem po navadi uporabljajo slušne aparate.
- Poškodbe notranjega ušesa: so poškodbe, ki povzročajo motnje v ravnotežju. Znaki so: vrtenje v glavi,...